# Enthrone Darkness Triumphant
Enthrone Darkness Triumphant (с англ. — «Торжествующая на престоле темнота») — третий студийный альбом норвежской мелодик-блэк-метал группы Dimmu Borgir, выпущенный в 1997 году лейблом Nuclear Blast. Альбом занял 5 место в списке 20 лучших альбомов 1997 года по версии сайта Metal Storm.
Enthrone Darkness Triumphant был записан в январе 1997 года в шведской студии Abyss Петера Тэгтгрена. Этот альбом принёс группе всемирную известность. Тексты песен были написаны на английском языке (во всех предыдущих студийных альбомах Dimmu Borgir — на норвежском). Альбом был выпущен в разных форматах, в том числе и на виниловых пластинках, количество которых было строго ограничено (300 белых и 1000 чёрных). В 2002 году диск был переиздан и содержал дополнительный материал.
Это был также первый альбом группы, на обложке которого использовался новый логотип.

## Список композиций
1. «Mourning Palace» — 5:13
2. «Spellbound (by the Devil)» — 4:08
3. «In Death’s Embrace» — 5:43
4. «Relinquishment of Spirit and Flesh» — 5:33
5. «The Night Masquerade» — 4:25
6. «Tormentor of Christian Souls» — 5:39
7. «Entrance» — 4:48
8. «Master of Disharmony» — 4:15
9. «Prudence’s Fall» — 5:57
10. «A Succubus in Rapture» — 6:00
11. «Raabjørn speiler Draugheimens Skodde» (бонус-трек) — 5:02
12. «Moonchild Domain» (бонус-трек) — 5:21
13. «Hunnerkongens sorgsvarte ferd over steppene» (бонус-трек) — 3:05
14. «Chaos Without Prophecy» (бонус-трек) — 7:09

## Участники записи
- Шаграт — вокал, гитара
- Силенос — гитара
- Стиан Орстад — клавишные
- Нагаш — бас-гитара
- Тьодальв — ударные
- Бенте Энген — женский вокал в композиции «The Night Masquerade»